# 青峰通
青峰通（あおみねとおり）は、愛知県名古屋市南区の地名。

## 歴史

### 町名の由来
青峰山を祀る祠が所在することに由来するという。

### 沿革
- 1943年（昭和18年）9月20日 - 南区呼続町の一部により、同区青峰通が成立[3]。
- 1949年（昭和24年）8月18日 - 南区呼続町・岩戸町の各一部を編入する[3]。
- 1988年（昭和63年）8月1日 - 南区呼続一丁目・呼続二丁目・呼続三丁目・岩戸町・汐田町にそれぞれ編入され消滅[3]。